# Scribo
SCRIBO (Semi-automatic and Collaborative Retrieval of Information Based on Ontologies) est un projet de recherche appliquée en informatique linguistique et en ingénierie des connaissances. 

## Objectif
L'objectif est de proposer des algorithmes et outils libres pour l'annotation semi-automatique et collaborative de documents numériques. L'approche est fondée sur l'extraction de connaissances à partir de textes et d'images. 
Les acteurs du projet sont l'AFP, le CEA LIST, l'INRIA, le LRDE (EPITA), Mandriva, Nuxeo, Proxem, Tagmatica et XWiki (coordinateur).

## Financement
Le projet est financé par l'État et les collectivités territoriales franciliennes dans le cadre du 5e appel à projets lancé par le fonds de compétitivité des entreprises (FCE). Ce projet avait été labellisé en novembre 2007 par le pôle de compétitivité System@tic dans le cadre de sa thématique "Logiciel Libre".

## Participants au projet
- des laboratoires spécialisés dans l'analyse de documents textuels et graphiques et dans l'extraction de connaissances : l'équipe ALPAGE de l'INRIA et de Université Paris 7, le Laboratoire de Recherche et de Développement de l'EPITA, le Laboratoire d'ingénierie de la connaissance du CEA-LIST;
- des PME éditrices d'outils dans le domaine de la gestion de contenus: Nuxeo, spécialisé dans la gestion de contenus pour entreprises (ECM); XWiki, éditeur des solutions collaboratives Web 2.0; Proxem, éditeur de solutions de traitement sémantique du langage naturel; Tagmatica, spécialisé dans l'analyse syntaxique et la normalisation ISO;
- des entreprises utilisatrices pilotes: l'Agence France-Presse et Mandriva.

## Retombées
Les composants réalisés seront intégrés dans les suites logicielles respectives des éditeurs Nuxeo, Proxem et XWiki. L'atelier de traitement sera mis en œuvre et évalué dans le contexte de deux cas d'utilisation:
- l'AFP, qui utilise déjà les outils Nuxeo et XWiki, expérimentera les composants SCRIBO dans le contexte de l'annotation semi-automatique de flux d'informations multimédia multilingues, aussi bien dans des domaines généraux que thématiques ainsi que dans un contexte de veille;
- Mandriva, déjà utilisatrice d'XWiki pour une de ses plateformes communautaires, mettra en œuvre les composants SCRIBO d'une part pour procéder à l'annotation automatique de la documentation du système d'exploitation Mandriva Linux (manuels techniques, questions-réponses, articles de presse, interviews, etc.) dans le but d'améliorer l'accès à des informations spécifiques dans différentes langues (Mandriva est utilisée dans plus de 80 pays et comporte des communautés multilingues de plusieurs dizaines de milliers d'utilisateurs), d'autre part pour enrichir les fonctionnalités du bureau sémantique KDE.

Les marchés visés par SCRIBO sont multiples: veille intelligente dans des domaines généraux ou spécialisés (presse, défense, données sismiques, technologies spécifiques, etc.), analyse et routage de documents entrants (courriers, mails etc.), poste de travail sémantique.
L'ensemble des développements effectués dans le cadre du projet sera disponible sous licence libre compatible GNU LGPL. SCRIBO apportera un avantage concurrentiel important aux PME impliquées en même temps qu'il permettra à ses participants de nouer un partenariat recherche-industrie susceptible d'avoir des retombées bien au-delà de la durée du projet et de ses seuls acteurs. 

## Sites web
- Site du projet
- Site du pôle de compétitivité
- Site du Groupe Thématique Logiciel Libre

Partenaires :
- AFP
- CEA LIST
- EPITA-LRDE
- INRIA
- Mandriva
- Nuxeo
- Proxem
- Tagmatica
- XWiki